# Alexandria Perkins
Pour les articles homonymes, voir Perkins.
Alexandria Perkins, née le 27 juillet 2000 à Southport en  Australie, est une nageuse australienne spécialiste des épreuves de papillon et de nage libre.

## Carrière
En février 2024, aux Championnats du monde aquatiques à Doha, Alexandria Perkins fait partie de l'équipe australienne de natation et remporte l'argent au 4 × 100 mètres nage libre. Elle remporte également l'argent dans le 4 × 100 nage libre mixte et le 4 × 100 mètres quatre nages mixte après avoir nagé les séries de sélection dans les deux épreuves où l'Australie remporte des médailles en finale.

## Palmarès

### Championnats du monde en grand bassin
- Championnats du monde 2024 à Doha :
  -  Médaille d'or du relais 4 × 100 m quatre nages (participe uniquement aux séries).
  -  Médaille d'argent du relais 4 × 100 m nage libre.
  -  Médaille d'argent du relais 4 × 100 m nage libre mixte (participe uniquement aux séries).
  -  Médaille d'argent du relais 4 × 100 m quatre nages mixte (participe uniquement aux séries).
- Championnats du monde 2025 à Singapour :
  -  Médaille d'argent du 50 m papillon.
  -  Médaille d'argent du relais 4 × 100 m quatre nages.
  -  Médaille de bronze du 100 m papillon.